# آندره ماندت
آندره ماندت (انگلیسی: André Mandt؛ زادهٔ ۱۵ اوت ۱۹۹۳) بازیکن فوتبال اهل آلمان است.
از باشگاه‌هایی که در آن بازی کرده‌است می‌توان به باشگاه فوتبال زاربروکن اشاره کرد.
وی همچنین در تیم ملی فوتبال Germany U16 بازی کرده‌است.